# Ларк, Мария
Мария Ларк (англ. Maria Lark, род. 20 июня 1997) — американская актриса российского происхождения.

## Биография
Мария Ларк родилась 20 июня 1997 года в Сибири.
Проживает в Редондо-Бич в Калифорнии, США. Мария родилась в России, позже её удочерила одинокая американская мама и увезла в США. С 2005 по 2011 годы Ларк снималась в сериале «Медиум», где играла роль Бриджит Дюбуа. В 2007 году эта роль принесла Ларк премию «Молодой актёр» в категории для актрис возрастом до десяти лет.

## Фильмография
- 2005—2011 — Медиум — Бриджит Дюбуа
- 2008 — Выживающий Сид — трубкозубка Синди (озвучка)